# Шастене де Пюисегюр, Пьер-Гаспар-Геркулен де
Пьер Гаспа́р-Геркуле́н Шастене́, маркиз Пюисегю́р (фр. Pierre-Gaspard-Herculin de Chastenet de Puységur; 4 августа 1769, Ла-Рошель — 10 февраля 1848, Рабастенс), — французский политический деятель и автор сочинений на политические темы.
Происходил из дворянского рода Пюисегюров, приходился внучатым племянником Пьеру-Луи и Жану-Огюсту де Шастене де Пюисегюрам. Его отец был бригадиром пехоты и губернатором Тионвиля.
Во время Великой французской революции находился в эмиграции и в 1795 году участвовал в атаке роялистов на Киберон.
После воцарения Людовика XVIII маркиз вернулся в страну, 10 декабря 1823 года был избран в парламент, а 23 декабря того же года стал пэром Франции.
В 1830 году (после очередной революции и установления Июльской монархии) он присягнул на верность королю Луи-Филиппу и сохранил мандат депутата до конца жизни.
Наиболее известно сочинение его авторства: «De l’Action donnée sur les événements humains. Leçons tirées de l’histoire pour servir d’introduction à l’étude de l’état social du XIX siècle» (Париж, 1840).